# Política da União Europeia
O governo da União Europeia tem sido sempre colocado entre o modelo de conferência inter-governamental, em que os estados mantenham todos os seus privilégios e um modelo supranacional em que uma parte da soberania dos Estados é delegada para a União. 
No primeiro caso, as decisões comunitárias são, de facto, tratadas entre os Estados e têm de ser tomadas por unanimidade. Este modelo, perto do princípio de organizações intergovernamentais clássicas, é defendido pelos eurocépticos. Segundo eles, são os chefes de Estado e de governo que têm legitimidade democrática para representar os cidadãos. Eles afirmam que as nações é que deveriam controlar as instituições da União Europeia. O segundo caso é o facto da actual eurofila. Eles salientam que as instituições deveriam representar os cidadãos diretamente. Para eles, com o alargamento da UE em 2004 e 2007, as modalidades do processo de tomada de decisões no âmbito das instituições deve ser adaptável, a fim de evitar qualquer risco de paralisia. 

## Instituições

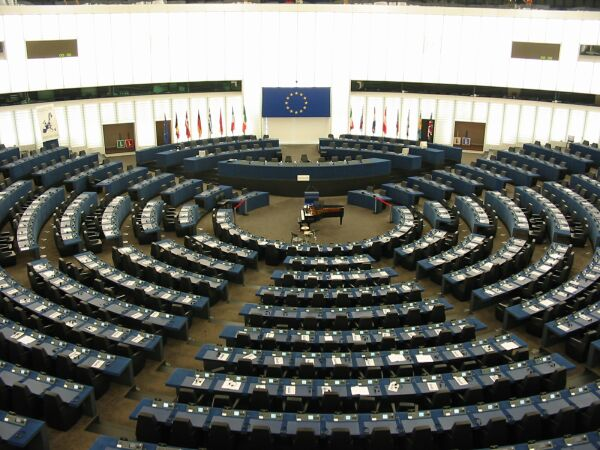
Hemiciclo do Parlamento Europeu em Estrasburgo.

O governo da União Europeia tem sido sempre colocado entre o modelo de conferência inter-governamental, em que os estados mantenham todos os seus privilégios e um modelo supranacional em que uma parte da soberania dos Estados é delegada para a União. 
Ao todo, são sete instituições:
- Parlamento Europeu - é a assembleia parlamentar, eleita por sufrágio universal directo pelos cidadãos da União Europeia.
- Conselho da União Europeia - anteriormente denominado Conselho de Ministros, é o principal órgão legislativo e de tomada de decisão na UE. Representa os Governos dos Estados-membros.
- Conselho Europeu - é composto pelos Chefes de Estado ou de Governo dos países membros da União, juntamente com o Presidente da Comissão Europeia.
- Comissão Europeia - instituição politicamente independente que representa e defende os interesses da União como um todo, a proposta de legislação, políticas e programas de ação, e é responsável pela execução das decisões do Parlamento e da SES. É o órgão com poder executivo e de iniciativa.
- Tribunal de Justiça da União Europeia - garante a conformidade com a legislação da União, uma vez que os Estados-membros estão sujeitos judicialmente a ele.
- Tribunal de Contas Europeu - controla a legalidade e a regularidade da gestão do orçamento da UE.
- Banco Central Europeu - é responsável pela moeda única da Zona Euro e a sua principal missão é preservar o poder de compra do euro, assegurando assim a estabilidade de preços na respetiva zona.

Além disso, a UE tem cinco órgãos principais: o Comité Económico e Social, o Comité das Regiões, o Banco Europeu de Investimento, o Provedor de Justiça Europeu e a Europol.

## Poder de decisão
Os documentos produzidos pela Comissão (basicamente os "livros brancos") e os tratados estabelecidos, têm certos princípios. A eles antecedem um grande número de decisões. Dois princípios orientam a tomada de decisões na UE após o Tratado de Maastricht: o princípio da subsidiariedade e o princípio da proporcionalidade. 
O presidente da Comissão Europeia participa nas reuniões do Conselho Europeu. No final das cimeiras, o Conselho Europeu realiza as suas conclusões em relatórios para a Comissão Europeia. Por seu lado, o Conselho Europeu atribui a cada Estado-membro, um número de votos que determinam a adopção de disposições legislativas ou que não votem. 
Assim, como a única instituição eleita pelos cidadãos, o Parlamento Europeu tem um grande peso: um mero órgão consultivo, no início, comprou um verdadeiro poder de co-decisão, em paridade com o Conselho de Ministros em muitas questões. Assim, em 2005, o Parlamento pode influenciar a nomeação na Comissão Europeia. A sua representatividade, no entanto, permanece minada por taxas de abstenção nas eleições de deputados, geralmente mais elevada do que nas eleições nacionais.
No seu discurso antes da Conferência de Nice, Joschka Fischer, então Ministro das Relações Exteriores da Alemanha, chamou a atenção para uma simplificação da União Europeia. Uma dessas ideias centrais era a abolição da estrutura em pilares, e substituí-lo com uma concentração numa pessoa jurídica para a União Europeia. Esta ideia foi incluída no Tratado de Lisboa, que entrou em vigor a 1 de Dezembro de 2009.
No Tratado de Lisboa, a repartição de competências em diversas áreas políticas entre os Estados-Membros e a União é:
| Competência exclusiva | | Competência partilhada |  | Competência apoiada |
| A UE tem competência exclusiva para formular diretrizes e celebrar acordos internacionais quando está contemplada num ato legislativo da União. | Os Estados-membros não podem exercer competência em áreas onde a União tem. | A União Europeia pode tomar medidas para apoiar, coordenar ou completar a ação dos Estados-membros. |  |                     |
| - A união aduaneira - O estabelecimento de regras de concorrência necessárias ao funcionamento do mercado interno - A política monetária dos Estados-membros cuja moeda seja o euro - A conservação dos recursos biológicos do mar no âmbito da Política Comum das Pescas - A política comercial política | - O mercado interno - A política social para os aspectos definidos no presente Tratado - Economia, coesão social e territorial - A agricultura e pescas, com excepção da conservação dos recursos biológicos marinhos - Ambiente - A protecção dos consumidores - Transportes - Trans-European Networks - Energia - O espaço de liberdade, segurança e justiça - Normas comuns de segurança para a saúde pública, nos aspectos definidos no presente Tratado | - A protecção e a melhoria da saúde humana - Indústria - Cultura - Turismo - Educação, juventude, desporto e formação profissional - A protecção civil (prevenção de desastres) - A cooperação administrativa |  |                     |

## Política externa e de segurança
A defesa e a segurança são tradicionalmente questões de soberania nacional. A política da União Europeia neste domínio foi estabelecido como o segundo dos três pilares do Tratado de Maastricht (1992), abolido com o Tratado de Lisboa, em 2009. A Política Externa e de Segurança Comum (PESC) foi alargada pelo Tratado de Amsterdão (1997) que define os seus objectivos, e redefinidos pelo Tratado de Lisboa. A política é coordenada pelo Alto Representante da União para os Negócios Estrangeiros e a Política de Segurança. Embora a NATO seja a responsável pela defesa territorial da Europa, a UE adoptou missões de paz e humanitárias. O exército da UE inclui uma força europeia de intervenção rápida, compreendendo 60.000 membros. 
A Comissão Europeia tem vindo a ganhar uma maior representação em organismos como o G8, principalmente através do Comissário para as Relações Externas, no entanto os Estados-membros estão representados na Organização Mundial do Comércio, através do seu comissário. 
O efeito da política externa da União também se sente através do processo de alargamento; atractivos para vários estados que tenham adquirido a adesão é um factor importante que contribui para a reforma e estabilização dos países do antigo bloco comunista na Europa. A União é também a maior do mundo em dar ajuda humanitária e o principal contribuinte das agências da ONU envolvidas na ajuda humanitária e na cooperação para o desenvolvimento.

## Política Comum das Pescas
O seu futuro no sector da pesca depende das práticas de pesca responsáveis de hoje.
A história da pesca, apesar de por vezes marcada por conflitos, tem sido de um modo geral caracterizada pela cooperação na procura de soluções para problemas comuns. A pesca e a aquicultura constituem actividades importantes, na medida em que fornecem alimentos e proporcionam emprego em zonas costeiras e rurais. Mas o seu êxito depende da protecção dos ecossistemas marinhos em que são exercidas, principalmente ameaçados pela sobre exploração e pela poluição: como os efeitos destas não conhecem fronteiras, devem ser combatidas por acções colectivas.
Na União Europeia, existe outro motivo para a gestão comum do sector da pesca. Na altura do estabelecimento das regras relativas às obrigações da Comunidade, foi decidido que o sector da pesca, seria da competência comunitária, a fim de poder ser garantida a segurança do abastecimento alimentar.
A Comunidade foi criada para assegurar a paz e promover a prosperidade na Europa. Entre as políticas instituídas para alcançar estes objectivos conta-se o desenvolvimento económico das regiões afectadas pela falta de emprego e de oportunidades: a pesca e a aquicultura têm um papel importante a desempenhar no âmbito desta tarefa de coesão económica e social.
Uma PCP (Política Comum das Pescas) é, pois, essencial para a União Europeia. Esta deve abranger a dimensão biológica, económica e social do sector, estabelecendo medidas coerentes relativas:
- à conservação, gestão e exploração dos recursos aquáticos vivos;
- à limitação do impacto da pesca no ambiente;
- às condições de acesso às águas e aos recursos;
- à política estrutural e à gestão das capacidades da frota;
- ao controlo e à execução;
- à aquicultura;
- à organização comum do mercado;
- às relações internacionais.
O Sector das Pescas na União Europeia é o terceiro maior do mundo, fornecendo actualemnte cerca de 6,9 milhões de toneladas de peixe. A pesca e a transformação do pescado são responsáveis por mais de 400000 postos de trabalho. Assim, não é invulgar que os recursos marinhos ofereçam um contributo importante no crescimento e emprego na União Europeia.